# Zjalejka

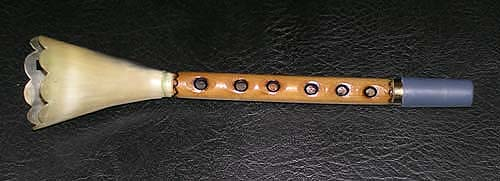
Zjalejka

Zjalejka

Een zjalejka (Russisch: жалейка) of brjolka is een Slavisch blaasinstrument dat gebruikt wordt in de Wit-Russische, Russische en soms Oekraïense volksmuziek. Het wordt ook wel een "volksklarinet" genoemd.
Het instrument is nauw verwant met de hoornpijp en met de chalumeau die geldt als de voorloper van de klarinet.